# Flensburger Innenstadt
Die Flensburger Innenstadt besteht aus den Kirchspielen St. Nikolai, St. Marien und dem Gertrudenviertel. Von der Administration wird dieser Stadtteil Flensburgs des Öfteren missverständlicherweise Altstadt genannt, obwohl der bekanntlich älteste Teil des Stadtkerns, das Johannisviertel, hier nicht mitgezählt wird. Durch die Innenstadt führt die über einen Kilometer lange Fußgängerzone, die sich vom Holm über die Große Straße bis zur Norderstraße hinzieht.

## Geschichte

### Der Stadtteil zum Mittelalter
Ungefähr im Jahr 1170 entstand auf der Westseite der Flensburger Förde das Kirchspiel St. Marien. Ungefähr 1200 folgte das Kirchspiel St. Nikolai.  An der Grenze der beiden Kirchspiele, am Übergang vom Holm in die Große Straße, erinnert heute eine in den Boden gesetzte Plakette an den historischen Mittelpunkt der Stadt, bei dem sich von 1445 bis 1883 das  Alte Rathaus befand. Im Jahre 1285 kam noch das Gertrudenviertel zum westlichen Teil der Stadt hinzu. Im Mittelalter wurde dieser westliche Teil der Stadt, also die Flensburger Innenstadt, durch die Flensburger Stadtbefestigung besonders gut geschützt.

### Handel in der heutigen Fußgängerzone
Die Flensburger Innenstadt zeichnet sich heutzutage durch regen Handel, viele Restaurants und Cafés sowie durch zahlreiche Kultureinrichtungen aus. Viele der Geschäfte und Einrichtungen haben sich an Flensburgs klassischer und ziemlich gerade verlaufenden Einkaufsstraße angesiedelt, die vom Südermarkt Richtung Norden über den Holm, die Große Straße, den Nordermarkt und von dort weiter über die Norderstraße bis zum Nordertor, dem Wahrzeichen der Stadt reicht, wobei der belebteste Teil der Holm ist. Vom Südermarkt sind es Richtung Süden nur wenige Schritte zur Roten Straße, die ebenso aus einer kürzeren Fußgängerzone mit kleineren Geschäften besteht und an deren Ende sich der Rathausplatz mit dem zugehörigen Rathaus befindet. Außerdem sind in der den Südermarkt tangierenden Angelburger Straße viele Geschäfte zu finden. Die Kaufleute aus dem Innenstadtbereich haben sich schon vor vielen Jahren in der Interessengemeinschaft IG Innenstadt e. V. zusammengeschlossen.
Der Straßenzug Rote Straße-Holm-Große Straße-Norderstraße ist neben der Kieler Holstenstraße (seit 1953) eine der ältesten Fußgängerzonen Deutschlands, in der der Holm 1968 für den Straßenverkehr gesperrt wurde. Dort sind zwei der größten Einkaufspassagen der Stadt angesiedelt: die am 11. September 1986 eröffnete Holmpassage am Holm 39 mit über 15 Geschäften und die im November 2006 eröffnete Flensburg Galerie am Holm 59. In der Flensburg Galerie verteilen sich auf 20.000 m² über 70 Shops auf drei Etagen. Im Eingangsbereich am Holm steht ein in der Passage integriertes Fachwerkhaus, das um 1500 erbaute, denkmalgeschützte Steinbach-Haus, und in der obersten Etage der Flensburg-Galerie können Nutzer der Stadtbibliothek Flensburg aus einem Bestand von rund 120.000 Medien wählen. Nicht weit entfernt vom Holm und den Anfängen der Großen Straße, die ebenfalls noch recht gut belebt ist, trotz sich mittlerweile ausbreitenden Leerstandes, liegt Flensburgs ZOB, seit 1927 Deutschlands erster Busbahnhof,  wo sich auch UCI Kinowelt, das größte Kino der Stadt befindet.

### Norderstraße
Die Norderstraße (dänisch Nørregade), in der dänische Kultur- und Bildungseinrichtungen wie das Aktivitetshuset (Nr. 49), die Dänische Bibliothek (Nr. 59) und das Flensborghus (Nr. 76) ihren Sitz haben, ist, je weiter man Richtung Norden kommt, kommerziell weniger belebt. In den letzten Jahren haben dort viele Geschäfte aufgegeben und die Straße dient eher touristischen Zwecken, insbesondere dem Besuch der Phänomenta und des Nordertores. Die Straße, an der die Fußgängerzone endet, ist mit Kopfsteinpflaster gepflastert und auf diese Weise verkehrsberuhigt, so dass dem Passanten ein fortgesetzter entspannter Gang durch die wenigen Geschäfte die in diesem Bereich noch zu finden sind, möglich ist. Der Flensburger Hafen mit der Schiffbrücke ist von hier nicht weit entfernt, erreichbar über Querstraßen wie etwa dem Herrenstall oder dem mit Fischerhäuschen bebauten, pittoresken Oluf-Samson-Gang, ehemals als „Sündenmeile“ bekannt.

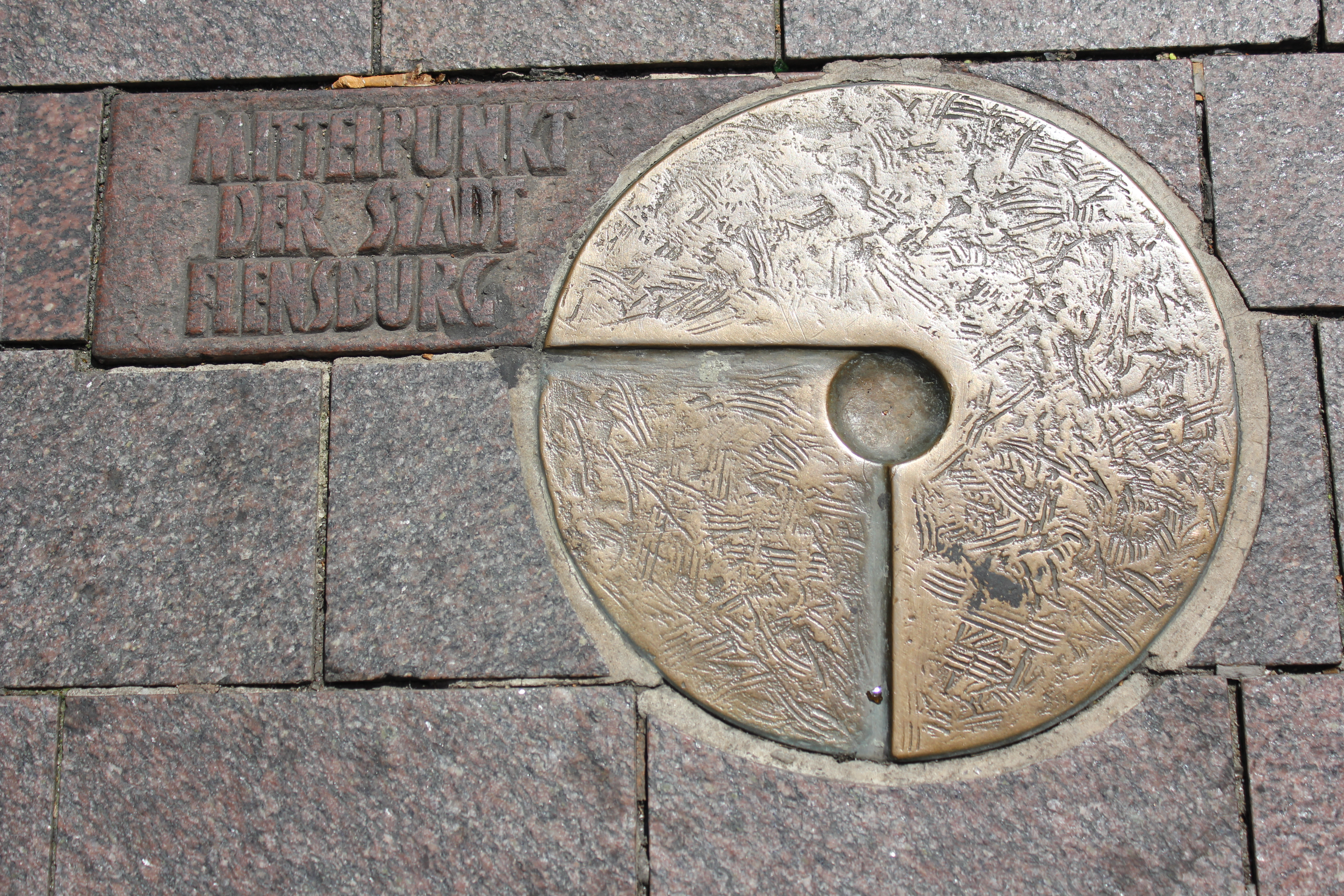
Historischer Mittelpunkt der Stadt an der Stelle des alten Thingplatzes (Lage)
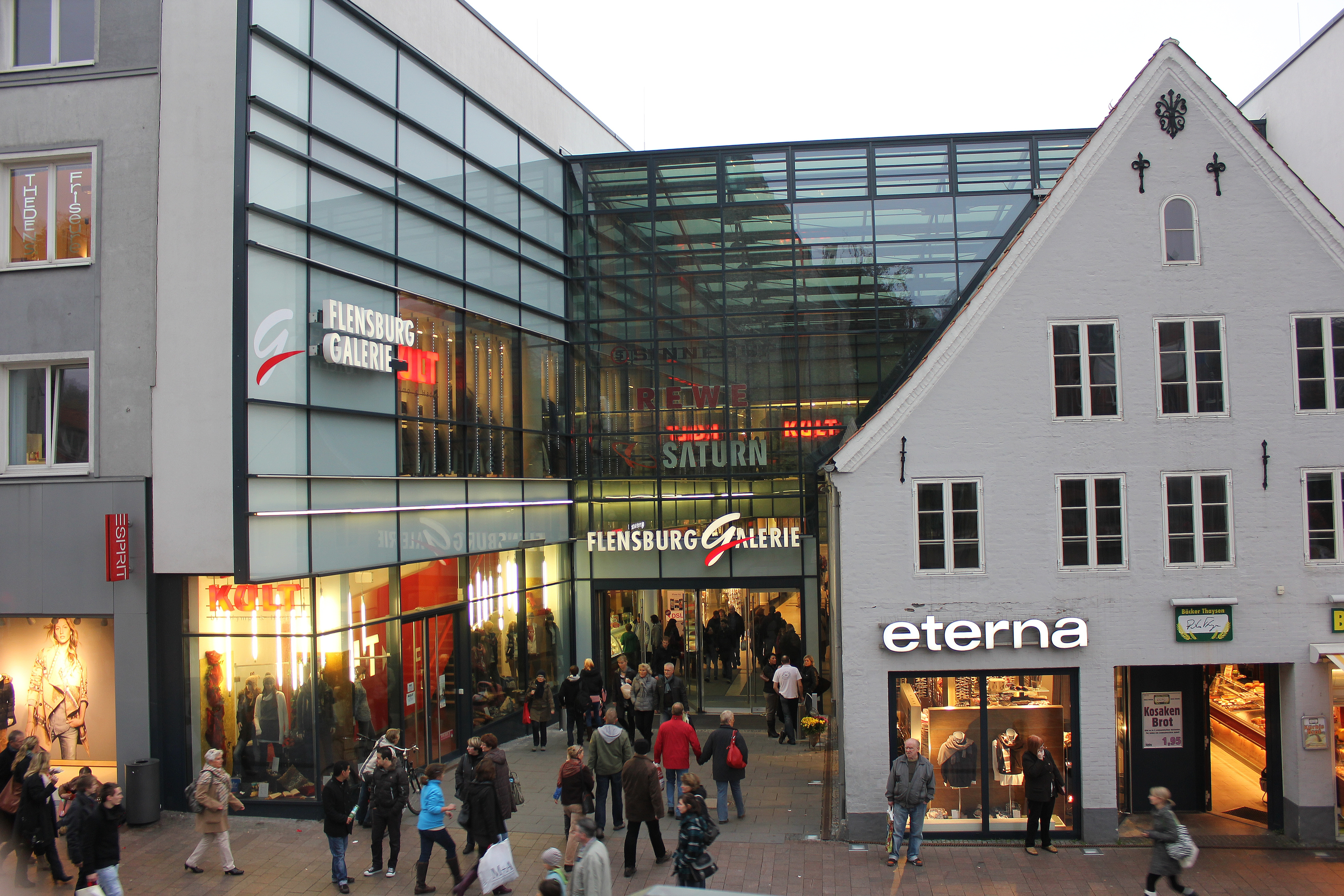
Eingang beim Steinbach-Haus, Holm 59 zur Flensburg Galerie, die größte Ladenpassage der Innenstadt
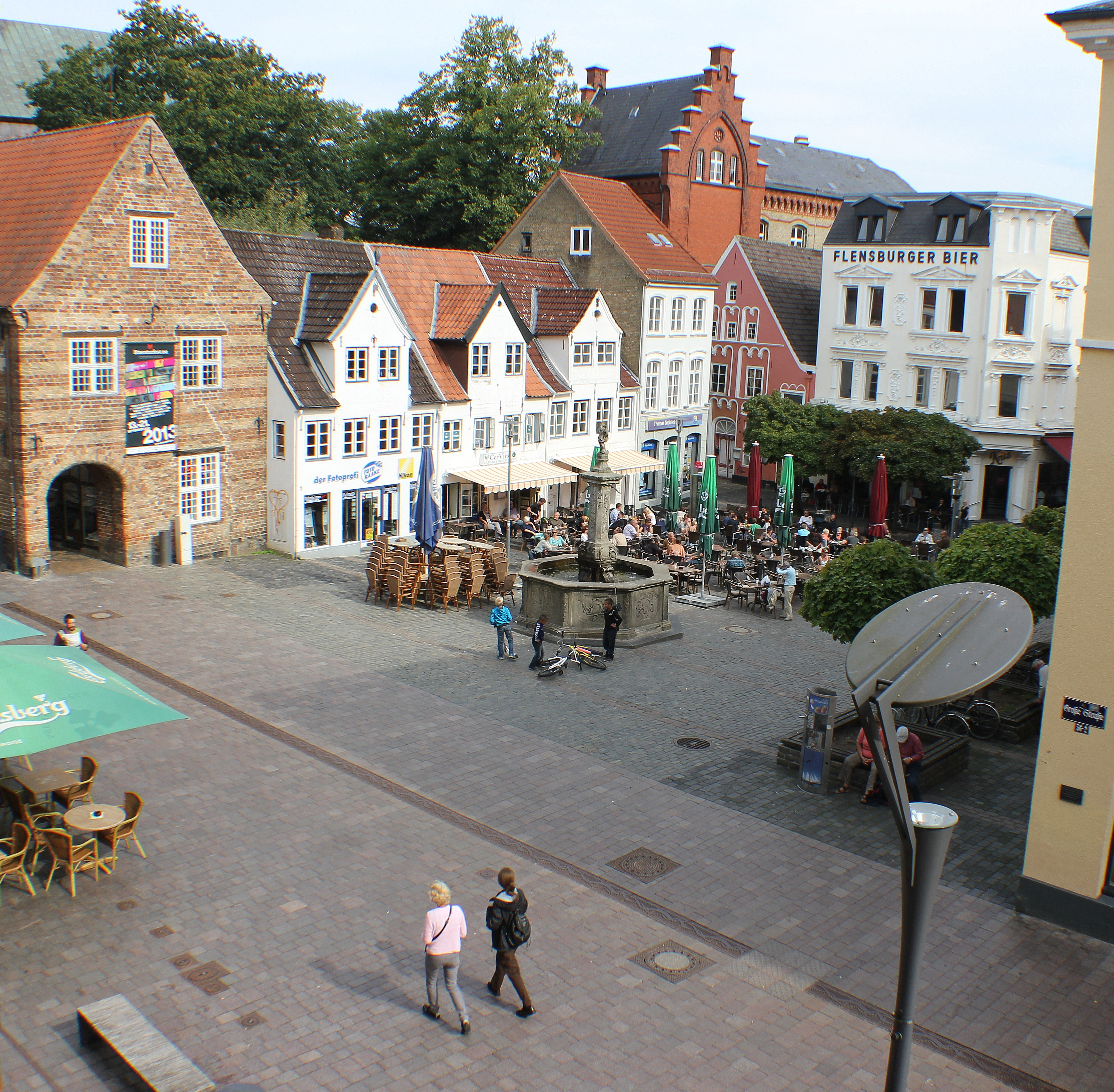
Gastronomie am Nordermarkt
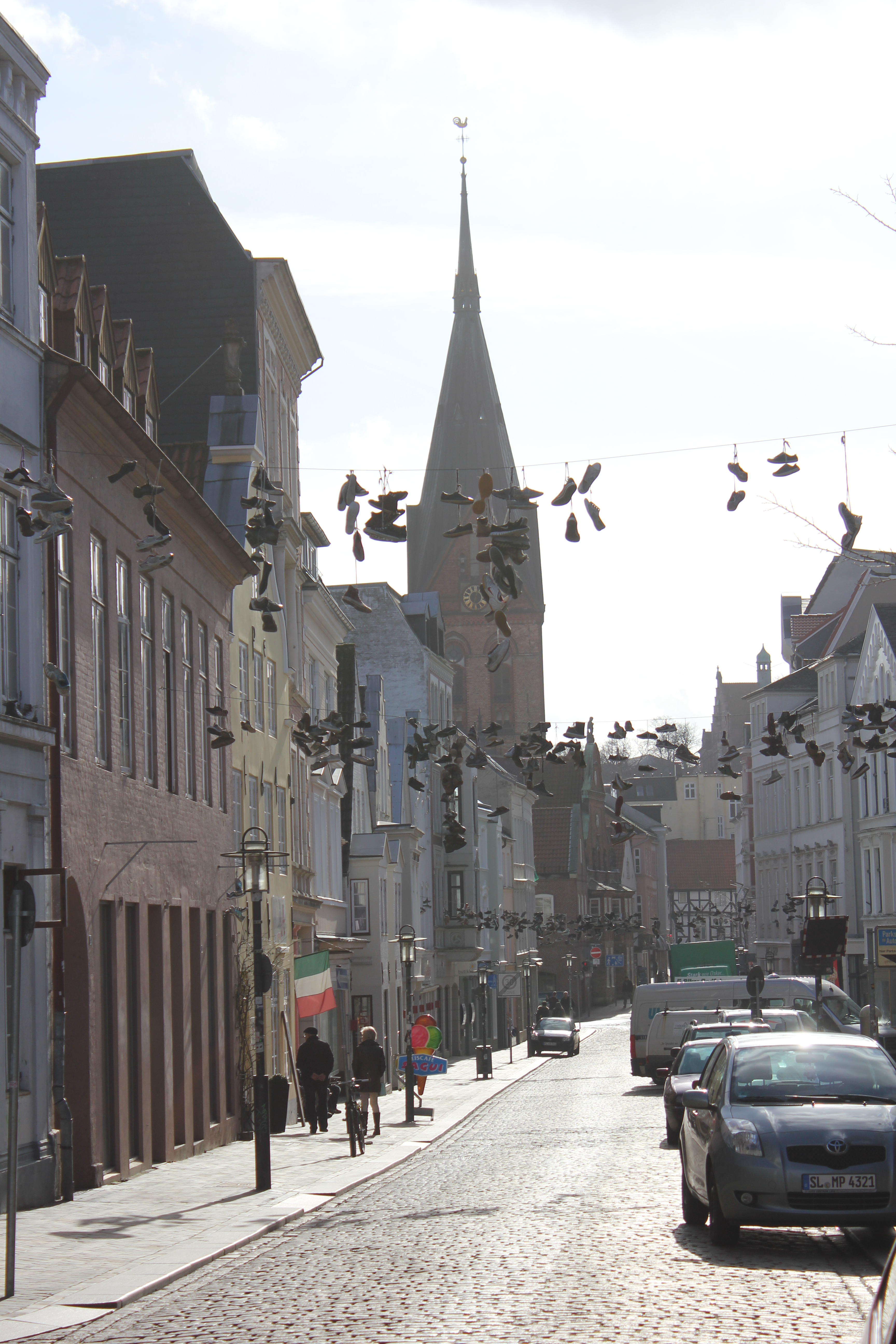
Hängende Schuhe (Shoefiti) in der Norderstraße, im Hintergrund die Marienkirche
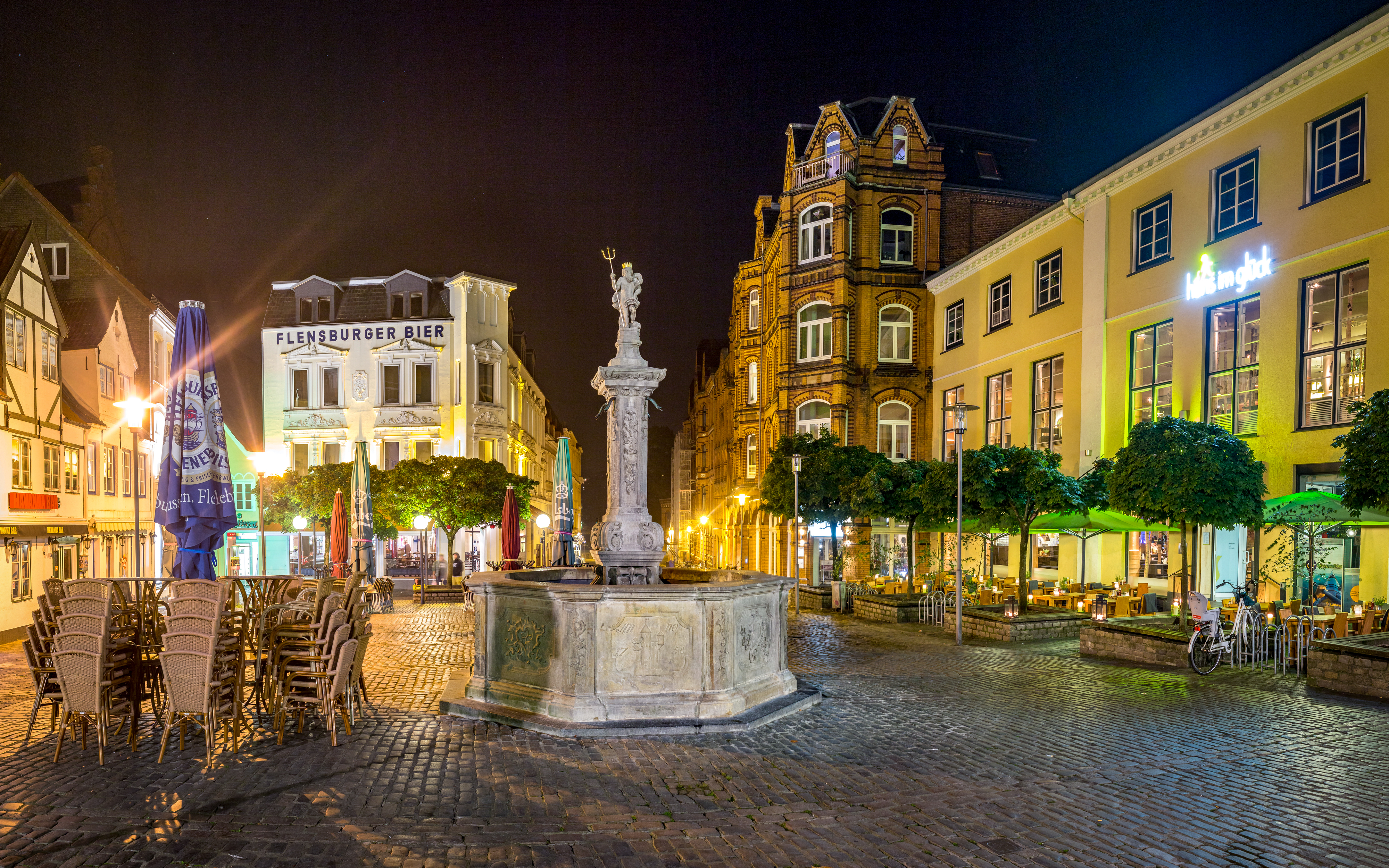
Der Neptunbrunnen auf dem Nordermarkt bei Nacht (2015)
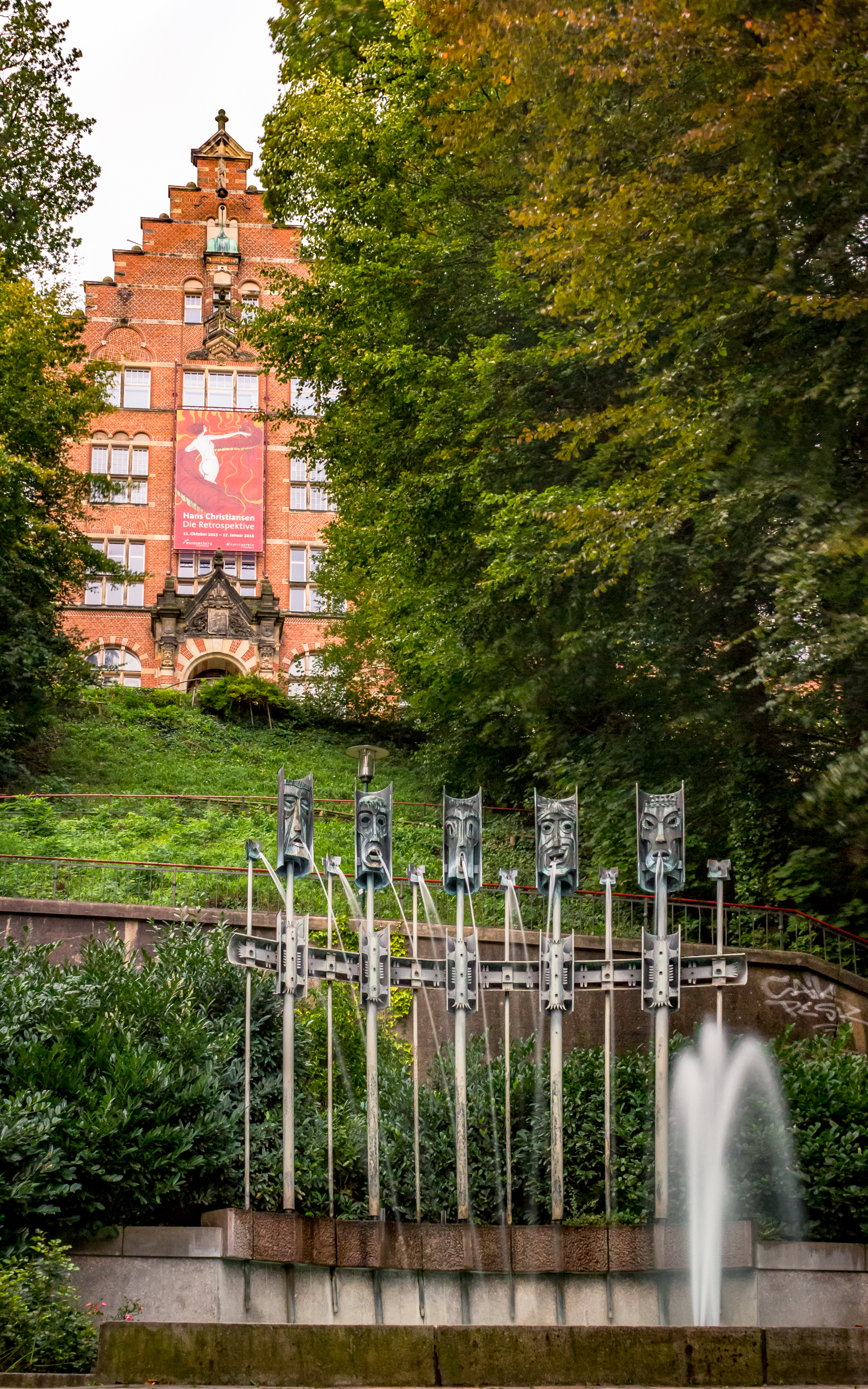
Der Museumsberg vom Theaterplatz aus gesehen. (2015)

## Zentrumsfunktion und Konkurrenzsituation
Die Flensburger Innenstadt dominiert als Zentrum Flensburgs einen großen Teil des Handels. Verschiedene Supermärkte, übers Stadtgebiet verteilt, dienen zudem der Nahversorgung der einzelnen Stadtteile. Das einzige größere Zwischenzentrum der Stadt ist der Twedter Plack. Ein recht kleines Stadtteilzentrum das dem Twedter Plack ansonsten noch in seiner Funktion und Gestalt ein wenig ähnelt ist der Ochsenmarkt. Verkehrstechnisch sehr zentral gelegen ist ansonsten noch der Citti-Park. Er liegt im Stadtbezirk Friedenshügel, liegt zwischen dem Stadtteil Weiche (Flensburg), den Vororten Harrislee und Handewitt. Der Fördepark liegt im Gegensatz zum Citti-Park auf der grünen Wiese, am Rande des Gewerbegebietes der Südstadt. Der Fördepark liegt nahe der Westtangente und der Osttangente und schöpft damit die Kaufkraft anreisender Kunden, die mit dem Auto nach Flensburg kommen, ab.

## Verschiedenes
Da die Flensburger Innenstadt unterhalb des ansteigenden Ost- und Westufers der Förde liegt, heißt es auch heutzutage, wenn jemand beispielsweise von der Westlichen Höhe oder von Mürwik ins Zentrum der Stadt möchte, dass diese Person auf dem Weg „runter in die Stadt“ ist.
2014 fand auf einer Route durch die Innenstadt der lokale Firmenlauf statt.